# Chiesa dei Santi Cosma e Damiano (Ossimo)
La chiesa dei Santi Cosma e Damiano è la parrocchiale di Ossimo Inferiore, frazione del comune sparso di Ossimo, in provincia e diocesi di Brescia; fa parte della zona pastorale della Media Val Camonica.

## Storia
L'originaria cappella di Ossimo Inferiore sorse presumibilmente nell'Alto Medioevo; in un documento del 1562 è menzionata una chiesetta in paese, ma non si sa se fosse effettivamente quella dei Santi Cosma e Damiano oppure quella di San Rocco.
In un atto del 1567 la chiesa di San Cosma è citata come filiale della parrocchiale di Ossimo Superiore. Questa situazione è confermata da Carlo Borromeo all'epoca della sua visita, effettuata nel 1580; in quell'occasione il presule ordinò che le funzioni fossero trasferite in questa chiesa, mentre prima si tenevano nella cappella di San Rocco.
Nel 1617 la chiesa ottenne la concessione del fonte battesimale e di un cappellano, come richiesto dal sindaco Giovanni Francesco Vizzini; l'edificio fu poi ristrutturato nel 1670.
La nuova chiesa venne costruita intorno al 1730 dal capomastro milanese Domenico Tettamanti, il quale tre anni dopo provvide a terminare la sagrestia; il campanile fu poi eretto tra il 1780 e il 1782.
Nel 1876 l'edificio fu restaurato, per poi venir ampliato tra il 1905 e il 1908 grazie all'interessamento di don Stefano Giacomelli e su disegno di Fortunato Carnevali.
Il 30 aprile 1948 il vescovo di Brescia Giacinto Tredici eresse la chiesa a parrocchiale; il 14 aprile 1989, come stabilito dal Direttorio diocesano per le zone pastorali, la parrocchia entrò a far parte della neo-costituita zona pastorale della Media Val Camonica.

## Descrizione

### Esterno
La facciata a capanna della chiesa, rivolta a ponente e scandita da due paraste sorreggenti il timpano di forma triangolare, presenta al centro il portale d'ingresso, caratterizzato da un coronamento mistilineo, e sopra una finestra a tutto sesto.
Annesso alla parrocchiale è il campanile a pianta quadrata, la cui cella presenta su ogni lato una monofora.

### Interno
L'interno dell'edificio si compone di un'unica navata, sulla quale si affacciano le cappelle laterali, introdotte da archi a tutto sesto e ospitanti gli altari minori, e le cui pareti sono scandite da lesene sorreggenti il cornicione aggettante sopra il quale s'imposta la volta a botte costolonata; al termine dell'aula si sviluppa il presbiterio a pianta rettangolare, coperto dalla volta a vela.
Qui sono conservate numerose opere di pregio, tra le quali tre medaglioni ritraenti l'Ultima Cena, la Resurrezione e l'Ascensione, eseguiti dal Quaglio, l'affresco con soggetto l'Adorazione dei pastori, dipinto dal Salvetti, la tela che rappresenta la Madonna col Bambino assieme a dei Santi, l'organo, costruito nel 1810 da Gaetano Callido, e l'altare maggiore, realizzato da Francesco Inservini nel 1798.